# 1666 aux échecs
| Années des échecs : 1663 - 1664 - 1665 - 1666 - 1667 - 1668 - 1669    |
| Décennies des échecs : 1630 - 1640 - 1650 - 1660 - 1670 - 1680 - 1690 |

Cet article présente les faits marquants de l'année 1666 aux échecs.

## Nécrologie
- 17 juillet : Auguste II de Brunswick-Wolfenbüttel, dit Selenus[1].